# Simson bländas
Simson bländas (nederländska: De blindmaking van Simson) är en oljemålning av den nederländske konstnären Rembrandt. Den målades 1636 och ingår sedan 1905 i Städelsches Kunstinstituts samlingar i Frankfurt am Main.  
Vid tiden för denna målnings tillkomst hade Rembrandt utvecklat en fullmogen högbarock stil och etablerat sig som den mest efterfrågade konstnären i Amsterdam. Här skildrar han Gamla testamentet som en värld av orientalisk glans och våldsamhet, grym men förförisk. Det effektfulla ljusskenet som plötsligt bryter in i det mörka tältet förhöjer dramatiken. Rembrandt var en ivrig samlare av orientaliska föremål, vilka tjänade som rekvisita i målningar som denna. 
Simson var enligt Domarboken (13–16) en nasir och domare, det vill säga ledare i Israel, som bekämpade filistéerna. Han förråddes av Delila, som lockade av honom att avslöja sin nasirhemlighet – att hans styrka satt i håret. Sedan hon klippt av honom håret övermannades han och fängslades av filistéerna. 

## Relaterade målningar
Berättelsen om den starke Simson är ett vanligt motiv i västerländsk konst. Rembrandt har målat åtminstone ytterligare tre tavlor på detta tema.

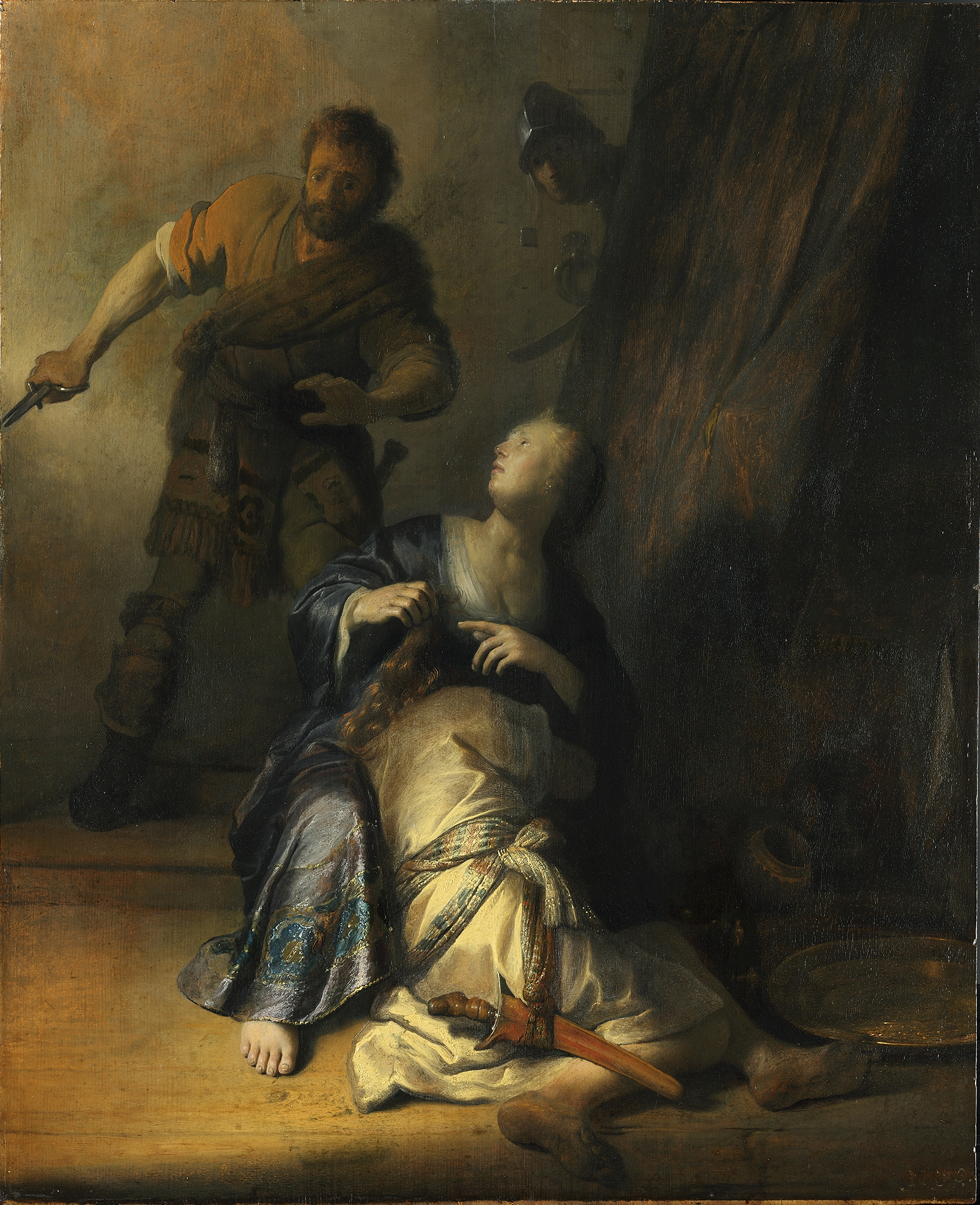
Rembrandts Simson och Delila från 1629–1630. Gemäldegalerie.
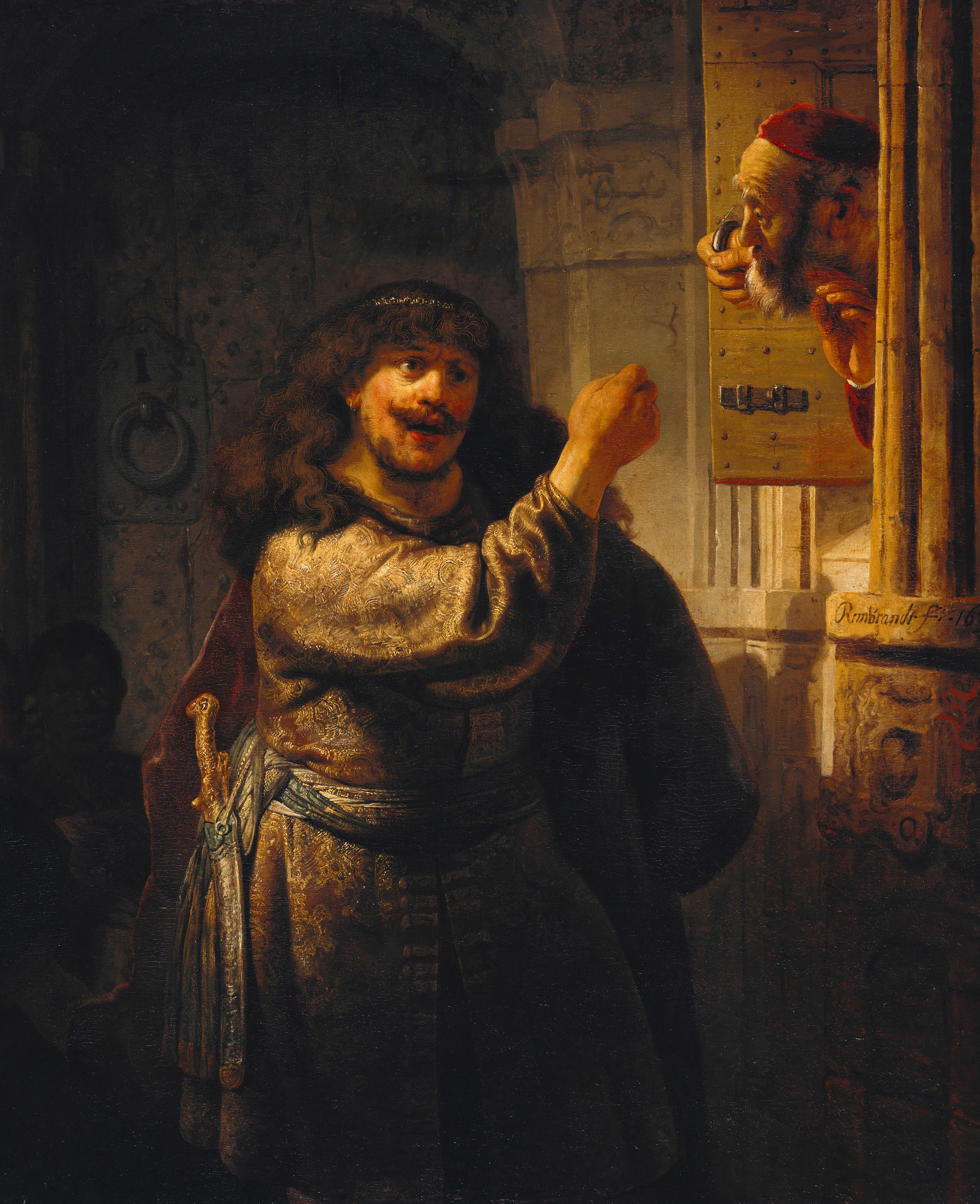
Rembrandts Simson hotar sin svärfar från 1635. Gemäldegalerie.
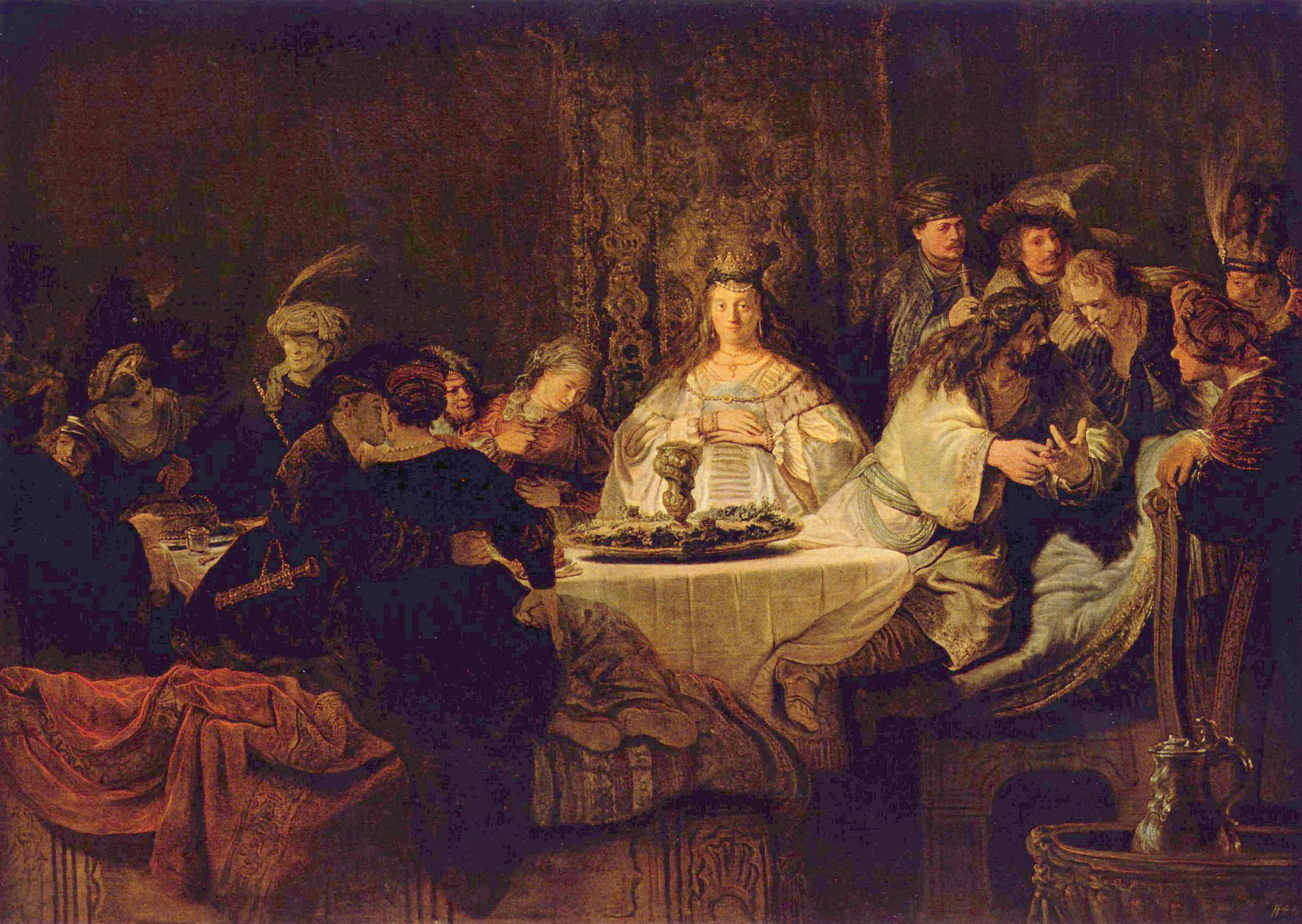
Rembrandts Simsons bröllop från 1638. Gemäldegalerie Alte Meister.